# Мак-Гилль, Роман Романович
Роман Романович Мак-Гилль (Роберт МакГилл (англ. Robert McGill); 1824—1893) — русский промышленник, московский фабрикант шотландского происхождения.

## Биография
Родился в 1824 году в Шотландии, происходил из старинной семьи МакГиллов, чья родословная ведёт своё начало с IX века. Среди МакГиллов были бароны и герцоги, владельцы заводов и банкиры, занимались они и благотворительностью: строили приюты для бедных, открывали школы и гостиницы, помогали художникам и поэтам Шотландии. Судьба Роберта МакГилла (в России — Роман Мак-Гилль) стала связана с историей российского предпринимательства в России, в частности, с развитием текстильной промышленности города Высоковска.
В Российской империи Мак-Гилль возглавлял многие товарищества; состоял компаньоном нескольких российских промышленных предприятий, таких, как «Каменноугольные копи и химические заводы», «Новая бумагопрядильня», «Высоковская мануфактура», а также английских, в числе которых «Братья Платт и К°», «Джерси и К°», «Чарлз Каммел и К°». В Москве Роман Романович Мак-Гилль владел механическим, чугунолитейным и цементным заводами. Компаньоном Товарищества «Высоковской мануфактуры» был с 1879 года, способствовал расширению объёмов её производства и улучшению быта фабричных рабочих. Некоторое время проживал в двухэтажном деревянном здании Высоковска, называемом «английский дом».
Умер 10 мая (22 мая по новому стилю) 1893 года в Москве, был похоронен на Иноверческом кладбище на Введенских горах (ныне Введенское кладбище; 15 уч.). Надгробие Романа Романовича Мак-Гилля является памятником истории и культуры регионального значения.

### Семья
Мак-Гилль был женат на Евгении Ивановне Мак-Гилль (Джейн МакГилл (англ. Jane MacGill, урождённая Hastie), 1832—1918), которая после смерти мужа унаследовала его состояние и активно занималась благотворительностью.